# Pica-pau-dourado-grande
Pica-pau-dourado-grande (nome científico: Piculus polyzonus) é uma espécie de ave pertencente à família dos picídeos, endêmica da Mata Atlântica úmida no leste do Brasil.

## Taxonomia
Os estudos morfológicos e taxonômicos de Del-Rio et al . 2013, concluíram que o complexo Piculus chysochloros é composto por seis espécies válidas, anteriormente consideradas as subespécies: P. chrysochloros capistratus, P. chrysochloros paraensis, P. chrysochloros laemostictus, P. chrysochloros polyzonus e P. chrysochloros xanthochloros, além das subespécie nominal. O Comitê Brasileiro de Registros Ornitológicos (CBRO) na Lista de Aves do Brasil - 2015 subiu para o ranking de espécie as 4 subespécies que ocorrem no Brasil:
- Piculus capistratus (Mahlerbe), 1862
- Piculus paraensis Todd, 1937
- Piculus laemostictus (Snethlage), 1907
- Piculus polyzonus (Valenciennes), 1826

Essa mudança taxonômica não foi reconhecida por outras classificações.